# 파리두딘 아타르
파리두딘 아타르(1145년경 ~ 1220년경, 페르시아어: فَریدالدّین عطّار)는 중세 페르시아의 신비주의 시인이다.
니샤푸르에서 태어나 약방을 경영하였다. 매우 다작의 시인으로 대표 시집에는 〈새의 말〉, 〈신의 서〉, 〈충언서〉(忠言書), 〈아타르 시집〉, 〈신비의 서〉, 〈비운의 서〉와 산문 작품 〈신비주의 성서 열전〉이 있다. 마스나비 시형에 의한 3대 신비주의 시인(사나이, 루미)의 한 사람으로서 이름이 높고 서정시에도 뛰어난 작품이 많다.

## 같이 보기
- 수피파